# Czumysz
Czumysz (ros.  Чумыш ) – rzeka w Rosji, prawy dopływ Obu. Długość rzeki wynosi 644 km, powierzchnia zlewni 23900 km².

## Przebieg rzeki
Rzeka powstaje z połączenia rzek Kara-Czumysz i Tom-Czumysz w Obwodzie kemerowskim. Zasilana głównie wodą z topniejącego śniegu. W górnym biegu typowo górski charakter z licznymi progami, znacznie spowalniającymi przepływ. W środkowym biegu dość płytka. W dolnym biegu podział na dwie odnogi. Ujście do Obu jako prawy dopływ 88 km poniżej miasta Barnauł w Kraju Ałtajskim. 
Rzeka zamarza w okresie od listopada do kwietnia. W okresie letnim jest wykorzystywana do raftingu. Największe miasta położone nad rzeką Czumysz to Talmienka i Zarińsk.

## Główne dopływy
Lewe dopływy:
- Kara-Czumysz - długość 173 km;
- Sary-Czumysz - długość 98 km;
- Taraba - długość 70 km;

Prawe dopływy:
- Tom-Czumysz - długość 110 km;
- Uksunaj - długość 165 km;
- Talmienka - długość 99 km.